# Chrysopilus fasciventris
Chrysopilus fasciventris är en tvåvingeart som beskrevs av Charles Howard Curran 1931. Chrysopilus fasciventris ingår i släktet Chrysopilus och familjen snäppflugor.
Artens utbredningsområde är Panama. Inga underarter finns listade i Catalogue of Life.